# Trent Alexander-Arnold
Trent John Alexander-Arnold (Liverpool, 7. listopada 1998.) engleski je nogometaš koji igra na mjestu desnog beka. Trenutačno igra za Real Madrid.

## Karijera

### Klupska karijera

#### Liverpool

##### Početci i omladinska kategorije
Alexander-Arnold rođen je u predgrađu Liverpoola, gdje je pohađao katoličku osnovnu školu „Sveti Matej” (engleski: St Matthews Catholic Primary School). Kada je imao šest godina, lokalni nogometni klub, Liverpool, bio je domaćin ljetnog kampa, na koji je pozvana Alexander-Arnoldova škola. Alexander-Arnoldovo ime izvučeno je iz šešira potencijalnih sudionika tog događaja te je on kasnije prisustvovao kampu, gdje ga je primijetio trener akademije Ian Barrigan te mu ponudio priliku da se pridruži klupskoj akademiji. U početku je trenirao dva do tri puta tjedno te je kasnije nosio kapetansku traku uzrasta do 16 i 18 godina. Alexander-Arnold izdvojio se tijekom svog razvoja u akademiji kluba te ga je bivši klupski kapetan Steven Gerrard napomenuo u svojoj biografiji iz 2015. godine, navodeći da je Alexander-Arnold predstavlja budućnost kluba. Alexander-Arnolda u prvu momčad priključio je trener Brendan Rodgers. Pred početak sezone 2015./16., Alexander-Arnold nastupao je u prijateljskoj utakmici protiv Swindon Towna, što je bio njegov neslužbeni debitantski nastup za klub.

##### Sezona 2016./17.: prve seniorske utakmice
Godine 2016., u sklopu priprema za narednu sezonu, Alexander-Arnold bio je dio prve momčadi na turneji u Sjedinjenim Američkim Državama. Za Liverpool je službeno debitirao protiv Tottenham Hotspura u utakmici Liga kupa odigrane 25. listopada iste godine. Utakmicu je započeo u početnoj postavi te ga je sredinom drugog poluvremena na terenu zamijenio Nathaniel Clyne. Alexander-Arnold tijekom utakmice dobio je žuti karton zbog prekršaja nad Benom Daviesom. Sa suigračem, Danielom Sturridgeom, Alexander-Arnold našao se u momčadi kola ovog natjecanja.
Dana 9. studenog 2016., Liverpool je objavio da je Alexander-Arnold obnovio ugovor te da su isto tada učinili i Ben Woodburn, također polaznik klupske akademije, odnosno Kevin Stewart. Alexander-Arnold kasnije je istog mjeseca započeo i svoju drugu službenu utakmicu u Liga kupu, u kojoj je zabilježio asistenciju Divocku Origiju za prvi pogodak u 2:0 pobjedi nad Leeds Unitedom. Također je bio proglašen igračem utakmice. Alexander-Arnold svoj je debitantski nastup u Premier ligi zabilježio ušavši u igru umjesto Origija u utakmici protiv Middlesbrougha, 14. prosinca 2016. godine, kako bi 15. siječnja naredne godine upisao svoj prvi nastup u ovom natjecanju u početnoj postavi momčadi i to protiv Manchester Uniteda. Dana 9. svibnja 2017. godine, Alexander-Arnold dobio je priznanje za najboljeg mladog igrača Liverpoola. Kasnije, istog mjeseca, bio je nominiran i za najboljeg igrača razvojne lige za rezerviste, ali je nagradu dobio Oli McBurnie iz Swansea Cityja. Tijekom sezone 2016./17., Alexander-Arnold odigrao je ukupno 12 utakmica u svim natjecanjima.

##### Sezona 2017./18.: finale Lige prvaka
Tijekom priprema za sezonu 2017./18., Alexander-Arnold potpisao je novi višegodišnji ugovor s klubom. Svoj prvi gol u seniorskom nogometu, Alexander-Arnold postigao je u prvoj utakmici doigravanja za ulazak u Ligu prvaka 2017./18. protiv Hoffenheima 15. kolovoza 2017. godine, kada je zabio iz slobodnog udarca. Tako je postao treći nogometaš Liverpoola koji je bio strijelac u svom debitantskom nastupu u nekom europskom natjecanju, nakon Michaela Owena i Davida Fairclougha. Tijekom grupne faze ovog natjecanja, Alexander-Arnold također je bio strijelac na utakmici u gostima protiv Maribora, 17. listopada, koju je Liverpool dobio rezultatom 7:0, što predstavlja najveću pobjedu u gostima u ovom natjecanju. Svoj prvi gol u Premier ligi postigao je dan nakon Božića u 5:0 pobjedi protiv Swanseaja na Anfieldu.
Dana 4. travnja, 2018. godine, Alexander-Arnold postao je najmlađi engleski nogometaš koji je započeo utakmicu četvrtfinala Lige prvaka, odigravši svih 90 minuta utakmice protiv Manchester Cityja. Njegov doprinos ovom rezultatu doveo je do njegovog označavanja igračem utakmice u medijima, zbog načina kojim je neutralizirao napadačke karakteristike protivničkog krilnog igrača, Leroya Sanéa. Alexander-Arnold također je ostvario zapaženu ulogu i u drugoj utakmici protiv istog rivala, doprinijevši plasmanu Liverpoola u polufinale ovog natjecanja nakon 10 godina. Zbog partija koje je prikazao tijekom sezone, Alexander-Arnold po drugi je put proglašen najboljim mladim igračem Liverpoola 10. svibnja 2018. godine. Dana 26. svibnja, Alexander-Arnold postao je najmlađi igrač u povijesti kluba koji se našao u početnoj postavi finalne utakmice Lige prvaka, protiv Reala iz Madrida. Iako je Liverpool izgubio rezultatom 3:1, a Alexander-Arnold na svojoj je strani za direktnog protivnika imao Cristiana Ronalda, igra desnog beka ove momčadi ocijenjena je zadovoljavajućom. Početkom srpnja 2018., Alexander-Arnold našao se u konkurenciji igrača za nagradu „Zlatni dječak”, sa suigračem Benom Woodburnom i članom klupske akademije Harryjem Wilsonom.

##### Sezona 2018./19.: Redoviti starter i Naslov Lige prvaka
Tijekom rane faze ove sezone, Alexander-Arnold upisao je svoj 50. nastup za Liverpool i to u utakmici protiv Tottenhama koju je Liverpool dobio 2:1. Tottenham je bio isti protivnik protiv kojeg je Alexander-Arnold debitirao dvije godine ranije. U listopadu se našao na popisu 10 nominiranih igrača za inauguralni Trofej Kopa, nagradu France Footballa za najboljeg nogometaša mlađeg od 21 godine. Alexander-Arnold završio je 6. u glasovanju te je dobio glasove Michaela Owena, Denisa Lawa i Pavela Nedvěda. Nastavio je poboljšavati svoju rastuću reputaciju tijekom narednih mjeseci te ga je CIES neprestano navodio kao najvrjednijeg bočnog igrača na svijetu iz perspektive tržišne vrijednosti. Dana 27. veljače 2019., kada je imao 20 godina i 143 dana, Alexander-Arnold postao je najmlađi igrač u povijesti Premier lige koji je tri puta asistirao u jednoj utakmici te lige. Na toj utakmicu dvaput je asistirao Sadiju Manéu te jedanput Virgilu van Dijku u 5:0 pobjedi nad Watfordom. Manje od dva mjeseca kasnije, u utakmici protiv Southamptona koju je Liverpool dobio 3:1, Alexander-Arnold postao je 5. najmlađi igrač u povijesti Premier lige koji je odigrao 50 utakmica u toj ligi, iza Michaela Owena, Raheema Sterlinga, Robbieja Fowlera i Stevena Gerrarda. U travnju je bio nominiran za nagradu PFA Mladi igrač godine, no nju je osvojio Raheem Sterling. Alexander-Arnold i njegovi klupski suigrači Virgil van Dijk, Andrew Robertson i Sadio Mané imenovani su članovima PFA Momčadi godine.
Njegova kreativna sposobnost ponovo je došla do izražaja u svibnju kada je u 3:2 pobjedi protiv Newcastle Uniteda dva put asistirao te tako podigao svoj broj asistencija u toj sezoni Premier ligi na 11 te je time izjednačio rekord Premier lige za najviše asistencija koje je postigao neki branič u jednoj sezoni. On i Robertson, koji je također imao 11 asistencija, postali su prvi par braniča iste momčadi koji su imali dvoznamenkasti broj asistencija u jednoj sezoni tog natjecanja. Tri dana kasnije, odigran je drugi susret okršaja između Liverpoola i Barcelone u polufinalu Lige prvaka. U prvom susretu Barcelona je dobila utakmicu s rezultatom 3:0 na Camp Nouu te je stoga Liverpool morao dobiti drugi susret s razlikom od četiri ili više golova. Liverpool je dobio tu utakmici s rezultatom 4:0 te se tako drugi put zaredom našao u finalu Lige prvaka. Na toj je utakmici Alexander-Arnold asistirao dva puta te je među tim asistencijama bila i asistencija za četvrti gol na toj utakmici kojeg je postigao Divock Origi. Na zadnjem danu domaće sezone, Alexander-Arnold asistirao je Manéu u 2:0 pobjedi protiv Wolverhampton Wanderersa te je time postigao 12 asistencija u jednoj sezoni Premier ligi, oborivši rekordni broja asistencija u jednoj sezoni kojeg je postigao neki branič. Taj rekord prije je dijelio s Andyjem Hinchcliffeom, Leightonom Bainesom i Andrewom Robertsonom. Nastupao je i u finalu Lige prvaka u kojem je Liverpool dobio Tottenham s rezultatom 2:0 te je time oborio rekord kojeg je postavio Milanov igrač Christian Panucci 1995. godine za najmlađeg igrača koji je igrao dva uzastopna finala Lige prvaka. Kasnije je imenovan članom Momčadi sezone Lige prvaka te je nominiran za nagradu Braniča sezone.

##### Sezona 2019./20.: Ballon d'Or nominacija i naslov Premier lige
Alexander-Arnold započeo je sezonu 2019./20. asistirajući Origiju za gol u 4:1 pobjedi nad Norwich Cityjem u utakmici prvog kola Premier lige. Time je postao osmi igrač u povijesti Premier lige te prvi Liverpoolov igrač koji je uspio postignuti barem jednu asistenciju u pet utakmica zaredom. Alexander-Arnold igrao je u narednim utakmicama protiv Southamptona i Arsenala koje su završile s pobjedom Liverpoola te u utakmici Superkupa protiv Chelseaja u kojoj je zabio penal prilikom izvođenja penala. Svoj prvi gol u sezoni 2019./20. zabio je u 2:1 pobjedi protiv Chelseaja te je njegov gol bio nominiran za nagradu Gol mjeseca Premier lige. Idući je mjesec sa šest klupskih suigrača bio nominiran za nagradu Ballon d'Or.
Dana 2. studenog, kada je imao 21 godinu i 26 dana, asistirao je Manéu za pobjednički gol u 2:1 pobjedi protiv Aston Ville te je postao četvrti najmlađi igrač u povijesti Liverpoola koji je odigrao 100 utakmica. Ispred njega nalazili su se Owen, Sterling i Fowler. Točno mjesec dana kasnije, na ceremoniji Ballon d'Ora izglasan je 19. najboljim igračem svijeta te je postigao najbolji rezultat među bočnim igračima. U FIFA Svjetskom klupskom prvenstvu debitirao je 18. prosinca u polufinalnoj utakmici protiv Monterreya koju je Liverpool dobio s rezultatom 2:1. Alexander-Arnold asistirao je Robertu Firminu za pobjednički gol koji je postignut u sudačkoj nadoknadi. Tri dana kasnije, Alexander-Arnold je pomogao Liverpoolu osvojiti prvi naslov Svjetskog klupskog prvenstva, pobijedivši u finalu Flamengo s rezultatom 1:0.
Nakon povratka momčadi sa Svjetskog klupskog prvenstva, Liverpool je u utakmici protiv drugoplasiranog Leicester Cityja igrao 4:0 te je Alexander-Arnold zabio jedan gol, asistirao dva i izborio penal kojeg je zabio James Milner. Zbog svoje forme nagrađen je nagradom Igrač mjeseca Premier lige te je tako postao prvi bočni igrač koji je osvojio tu nagradu nakon Micaha Richardsa 2007. godine. Na prijelazu godine proglašen je članom UEFA-ine momčadi godine za 2019. Alexander-Arnold odigrao je važnu ulogu u utakmici protiv Wolverhampton Wanderersa koju je Liverpool dobio s rezultatom 2:1 te je time produljio Liverpoolov niz utakmica bez poraza na 40. Tijekom utakmice asistirao je kapetanu Jordanu Hendersonu za prvi gol na toj utakmici te je time postao prvi branič u povijesti Premier lige koji je uspio postići dvoznamenkasti broj asistencija u dvije sezone tog natjecanja.
Potkraj veljače, nakon 3:2 pobjede nad West Ham Unitedom, izjednačio je svoj rekordni broj asistencija u jednoj sezoni Premier lige te je podigao svoj broj premierligaških asistencija na 25, postavši treći najmlađi igrač u povijesti natjecanja koji je postigao 25 asistencija, iza Cesca Fàbregasa i Waynea Rooneyja. Sezona je privremeno zaustavljena u razdoblju između ožujka i lipnja zbog pandemije COVID-19. Nakon pauze, Alexander-Arnold je s Liverpoolom osigurao prvi ligaški naslov nakon 30 godina. Na pretposljednjem danu sezone, srušio je vlastiti rekord u broju asistencija u jednoj sezoni Premier lige, asistirajući Firminu u 5:3 pobjedi nad Chelseajem. Za svoj doprinos tijekom sezone, osvojio je nagrade Mladi igrač sezone Premier lige i PFA Mladi igrač godine te je imenovan članom PFA Momčadi godine.

##### Sezona 2020./21.: Daljnje prijelomnice u karijeri
Dana 9. prosinca 2020. godine, postao je najmlađi igrač koji je bio Liverpoolov kapetan u utakmici nekog europskog natjecanja te Liverpoolov treći najmlađi kapetan u nekom natjecanju. Tada je Liverpool igrao 1:1 protiv Midtjyllanda u utakmici grupne faze UEFA Lige prvaka. Kasnije tijekom tog mjeseca, on i njegovi klupski suigrači Alisson Becker, Virgil van Dijk i Thiago Alcântara imenovani su članovima FIFA FIFPro Men's World XI 2020. Dana 28. siječnja 2021., zabio je svoj prvi gol u sezoni i to u utakmici protiv Tottenhama koju je Liverpool dobio 3:1.

### Reprezentativna karijera

#### Omladinske selekcije
Alexander-Arnold bio je član svih omladinskih selekcija Engleske od 2013. godine, dok je s Engleskom do 17 godina sudjelovao na Svjetskom prvenstvu 2015. u Čileu. Godine 2016., na svoj 18. rođendan, Alexander-Arnold postigao je dva pogotka za Englesku do 19 godina u 3:1 pobjedi protiv Hrvatske. Isti učinak ponovio je i u studenom, kada je njegova ekipa pretrpjela 3:2 poraz od Walesa. Njegov prvi pogodak na utakmici kasnije je službeno pripisan Marku Harrisu, kao autogol. Alexander-Arnold također je dva puta bio precizan i u 3:0 pobjedi protiv Španjolske 24. ožujka 2017., kojom se Engleska plasirala na Europsko prvenstvo do 19 godina, iste godine. Na tom natjecanju nije nastupao zbog klupskih obaveza, Engleska je bez njega osvojila trofej, savladavši Portugal u finalnoj utakmici.
Narednog mjeseca, Alexander-Arnold dobio je prvi poziv reprezentacije Engleske do 21 godine i to za kvalifikacijske utakmice protiv Nizozemske i Latvije. Za ovu selekciju debitirao je 5. rujna, našavši se u početnoj postavi utakmice protiv Latvije odigrane u Bournemouthu.

#### Seniorska momčad
U ožujku 2018., Alexander-Arnold pozvan je na okupljanje A selekcije Engleske za prijateljske utakmice protiv Italije i Nizozemske. Dva mjeseca kasnije, u svibnju iste godine, izbornik Gareth Southgate uvrstio ga je na popis igrača za Svjetsko prvenstvo u Rusiji. Za momčad je debitirao 7. lipnja 2018., u pripremnoj utakmici pred početak natjecanja, našavši se u početnoj postavi Engleske u 2:0 pobjedi protiv Kostarike. Prije početka utakmice, ekipu je posjetio Princ William, vojvoda od Cambridgea, koji je tom prilikom Alexander-Arnoldu uručio dres s brojem 22. Alexander-Arnold prvi se put našao u sastavu za natjecateljsku utakmicu u posljednjoj utakmici grupne faze Svjetskog prvenstva, protiv Belgije, nakon što su obje reprezentacije osigurale prolaz u narednu fazu. Na taj je način postao četvrti igrač u povijesti reprezentacije svoje države, koji je kao adolescent započeo utakmicu na Svjetskom prvenstvu. Kako je Kieran Trippier imao prednost na poziciji desnog beka, to je bio jedini nastup Alexander-Arnolda na ovom natjecanju. Englesku je u polufinalu porazila Hrvatska, a potom i Belgija u utakmici za brončanu medalju, osvojivši tako četvrto mjesto na tom natjecanju.
Dana 15. studenog 2018., u prijateljskoj utakmici održanoj u čast Waynea Rooneyja, Alexander-Arnold zabio je svoj prvi gol za Englesku u 3:0 pobjedi protiv Sjedinjenih Američkih Država na Wembley Stadiumu. Tada je imao 20 godina i 39 dana te je time postao najmlađi igrač Liverpoola koji je zabio za neku reprezentaciju nakon Michaela Owena 1999. godine. Alexander-Arnold bio je član momčadi Engleske koja je osvojila treće mjesto u UEFA Ligi nacija 2018./19.

#### Pogodci za reprezentaciju
Zadnji put ažurirano 8. siječnja 2020.
| #  | Datum             | Mjesto                                          | Nastup | Protivnik | Pogodak | Rezultat | Natjecanje            | Izvor   |
| -- | ----------------- | ----------------------------------------------- | ------ | --------- | ------- | -------- | --------------------- | ------- |
| 1. | 8. siječnja 2021. | Wembley Stadium, London, Ujedinjeno Kraljevstvo | 5.     | SAD       | 2:0     | 3:0      | Prijateljska utakmica | [ 100 ] |

## Priznanja

### Individualna
- Liverpoolov Mladi igrač sezone: 2016./17.,[24] 2017./18.[36]
- PFA Momčad godine: 2018./19. (Premier liga),[101] 2019./20. (Premier liga)[102]
- PFA Mladi igrač godine: 2019./20. (Premier liga)[103]
- Zlatni dječak (2. mjesto): 2018.[104]
- Momčad sezone UEFA Lige prvaka: 2018./19.[105]
- Branič sezone UEFA Lige prvaka (3. mjesto): 2018./19.[106]
- FIFA FIFPro World11: 2020.,[107][108] 2019. (6. branič)[109]
- Ballon d'Or (nominiran): 2019.[110]
- Igrač mjeseca Premier lige: prosinac 2019.[111]
- IFFHS-ova muška momčad svijeta: 2019.,[112] 2020.[113]
- UEFA-ina momčad godine: 2019.[114]
- ESM Momčad godine: 2019./20.[115]
- Mladi igrač sezone Premier lige: 2019./20.[111]

### Klupska
Liverpool
- Premier liga: 2019./20.[111]
- UEFA Liga prvaka: 2018./19. (prvak);[116] 2017./18. (doprvak)[117]
- UEFA Superkup: 2019.[118]
- FIFA Svjetsko klupsko prvenstvo: 2019.[119]

### Reprezentativna
Engleska
- UEFA Liga nacija (3. mjesto): 2018./19.[120]

## Vanjske poveznice
- Profil na mrežnim stranicama Liverpoola
- Profil na mrežnim stranicama Engleskog nogometnog saveza
- Trent Alexander-Arnold u UEFA-inim natjecanjima (arhivirane) (engl.)
- Profil, Soccerbase  (engl.)